# Emil Rilke
Emil Rilke (* 19. listopadu 1983 Ústí nad Labem) je český fotbalový záložník či útočník, v současné době trénuje i zároveň hraje za SK Brná, která hraje Krajský přebor. Zúčastnil se Mistrovství světa hráčů do 20 let 2003 ve Spojených arabských emirátech.

## Klubová kariéra
Svoji fotbalovou kariéru začal v Chemičce Ústí nad Labem, odkud přestoupil ještě jako dorostenec do Teplic. Po hostování v týmu Chomutova okusil prvoligovou premiéru v domácích Teplicích. Následně hostoval v Opavě, Příbrami, Jablonci a Mostu. Nejúspěšnější období zažil po přestupu na Slovensko, neboť se Žilinou získal mistrovský titul, zahrál si Evropskou ligu i Ligu mistrů, do které Žilina postoupila na úkor Sparty Praha. V Žilině vydržel tři roky (2008–2011), novou smlouvu již nepodepsal, neboť mu tým dlužil peníze. V září 2011 přestoupil do Slovanu Liberec. Sezónu 2011/12 strávil v FC Slovan Liberec a na jejím konci se mohl radovat ze zisku ligového titulu. Poté odešel v listopadu 2012 do německého klubu FC Hansa Rostock, kde se stal spoluhráčem krajana Ondřeje Smetany. V září 2013 přestoupil do rumunského celku Universitatea Kluž. Po narození syna Emila se s klubem dohodl na rozvázání smlouvy a vrátil se do ČR. V únoru 2014 trénoval s týmem FK Ústí nad Labem, zde nakonec zakotvil (jednalo se o půlroční hostování ze Slovanu Liberec, který měl na hráče přednostní právo). Za Ústí odehrál několik zápasů a v dubnu se vážně zranil, přetrhl se mu křížový i postranní vaz v koleni. Hráč musel podstoupit operaci. Od léta 2015 hostuje v týmu TJ Krupka, která hraje Ústecký Krajský přebor.

## Reprezentační kariéra
Rilke je bývalým mládežnickým reprezentantem ČR, nastupoval ve výběrech U20 a U21. Reprezentoval ČR na Mistrovství světa hráčů do 20 let 2003 ve Spojených arabských emirátech, kde český tým po remízách 1:1 s Austrálií a s Brazílií a porážce 0:1 s Kanadou obsadil nepostupové čtvrté místo v základní skupině C.

### Reprezentační góly
| Gól | Datum       | Stadion                                    | Soupeř     | Skóre | Výsledek | Soutěž                     |
| --- | ----------- | ------------------------------------------ | ---------- | ----- | -------- | -------------------------- |
| 010 | 7. 10. 2005 | Městský stadion Ml. Boleslav, Ml. Boleslav | Nizozemsko | 02:0  | 2:4      | Kvalifikace na ME U21 2006 |